# Léonard Pétion Laroche
Léonard Pétion Laroche (* 6. November 1918 in La Vallée-de-Jacmel, Haiti; † 14. Juni 2006) war römisch-katholischer Bischof von Hinche.

## Leben
Léonard Pétion Laroche empfing am 11. Juli 1943 die Priesterweihe.
Am 22. Mai 1982 ernannte ihn Papst Johannes Paul II. zum Bischof von Hinche. Der Erzbischof von Port-au-Prince, François-Wolff Ligondé, spendete ihm am 11. Juli desselben Jahres die Bischofsweihe; Mitkonsekratoren waren Luigi Conti, Apostolischer Nuntius in Haiti, Jean-Jacques Claudius Angénor, Bischof von Les Cayes, Emmanuel Constant, Bischof von Les Gonaïves, François Gayot SMM, Bischof von Cap-Haïtien und François Colimon SMM, Bischof von Port-de-Paix.
Am 30. Juni 1998 nahm Papst Johannes Paul II. seinen altersbedingten Rücktritt an.
Im Alter von 87 Jahren starb er am 14. Juni 2006.